# Сагиян, Амо
Амо Сагиян (арм. Համո Սահյան, настоящее имя Амаяк Саакович Григорян; 14 апреля 1914, Лор, Кавказское наместничество — 16 июля 1993, Ереван) — советский и армянский поэт.

## Биография
Родился 14 апреля 1914 года в селе Лор Российской империи (позже — Сисианского района Армянской ССР, ныне — Сюникской области Армении) в крестьянской семье.
После получения начального образования на родине продолжил учёбу в Баку, где получил среднее образование, а перед Великой Отечественной войной окончил лингвистическое отделение Бакинского педагогического института (ныне Азербайджанский государственный педагогический университет). В 1939—1941 годах работал литератором в журнале «Советский писатель» в Баку. Участник войны, служил в каспийской флотилии.
После окончания войны по приглашению армянского писателя Стефана Зорьяна приехал в Ереван и некоторое время жил у него в доме. В Ереване жил и работал до конца жизни. Член ВКП(б)/КПСС с 1946 года.
Умер 16 июля 1993 года в Ереване. Был похоронен в Пантеоне имени Комитаса.
Был награждён орденами Трудового Красного Знамени (1964 и 1974), Октябрьской Революции и «Знак Почёта» (1956). Лауреат Государственной премии Армянской ССР (1975 год, за сборник стихов «Սեզամ, բացվիր» − «Сезам, откройся»).

## Творчество
Печататься Амо Сагиян начал в 1930-х годах. Член Союза писателей СССР с 1939 года.
Первый его сборник поэзии «На берегу Воротана» вышел в свет в 1946 году. Затем последовали сборники «На высотах» (1955), «Зеленый тополь» (1959), «Армения в песнях» (1962), «Перед закатом солнца» (1963), «Песнь скал» (1968), «Годы мои» (1970), «Зови, журавль!» (1973) и другие.

## Память

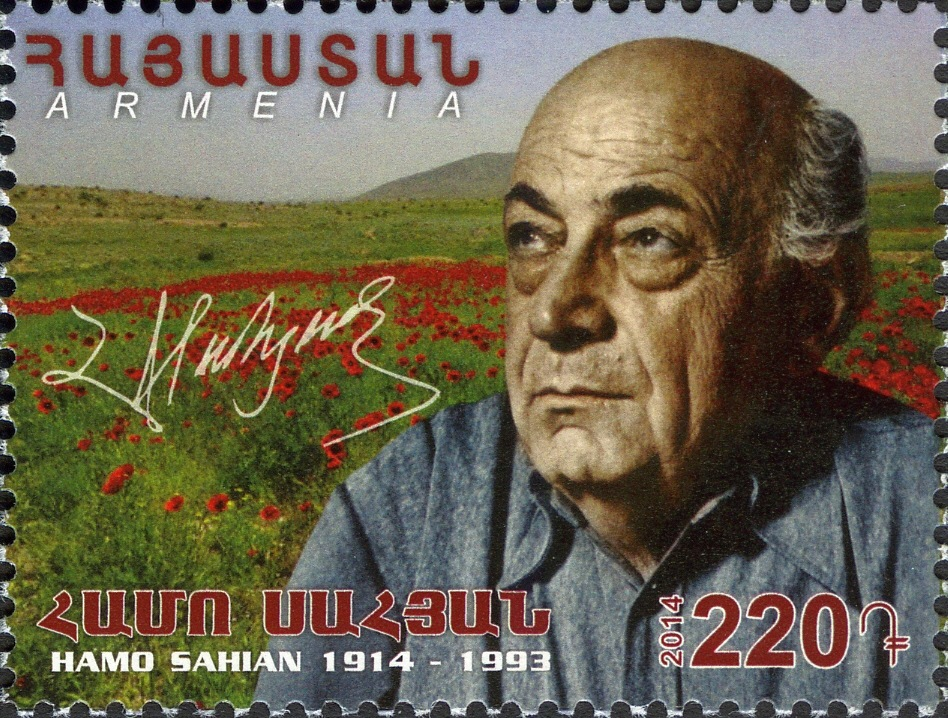
Почтовая марка

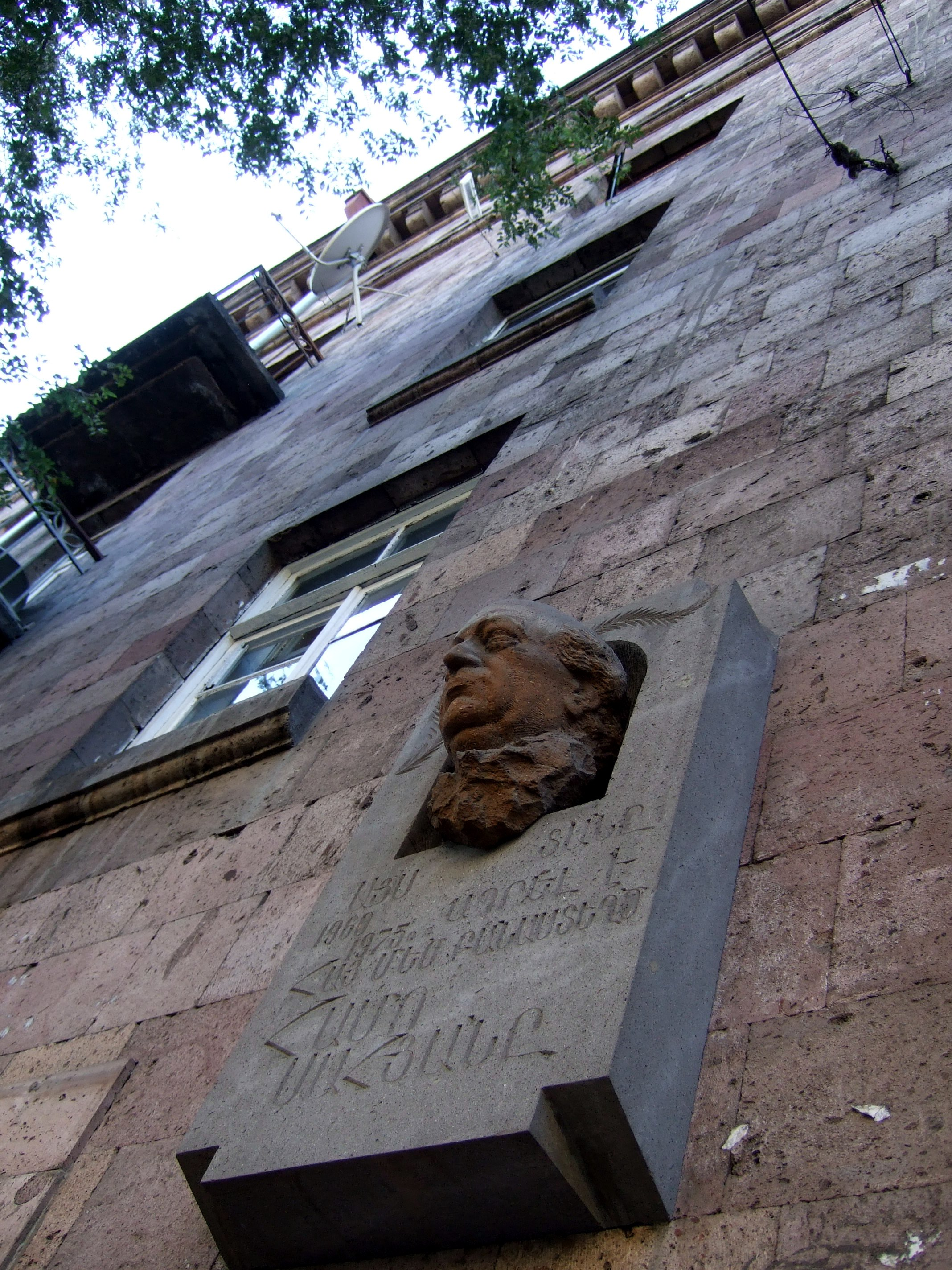
Памятная доска в Ереване. Проспект Комитаса, 3

- Именем Амо Сагияна названа одна из улиц Ереванского административного района Арабкир и ереванская школа № 70.
- В городе Сисиан ему установлен памятник[арм.].
- В 1975 году художник Грант Степанян написал портрет Амо Сагияна, находящийся в Музее литературы и искусства имени Егише Чаренца.
- В 2007 году на улице Касьяна в Ереване Сагияну была установлена мемориальная доска (скульптор Гетик Багдасарян[арм.]).
- 14 апреля 2014 года в родном селе поэта по случаю его 100-летия был открыт дом-музей.
- Также в 2014 году в его честь была выпущена почтовая марка Армении.